# Hrusice
Hrusice település Csehországban, a Kelet-prágai járásban. Hrusice Ondřejov, Senohraby, Mirošovice és Mnichovice településekkel határos. Lakosainak száma 926 fő (2024. január 1.).

## Népesség
A település lakosságának változását az alábbi diagram mutatja:
| Lakosok száma | 439  | 425  | 450  | 572  | 468  | 382  | 799  | 840  | 882  | 926  |
|               | 1869 | 1890 | 1921 | 1950 | 1980 | 2001 | 2017 | 2019 | 2022 | 2024 |